# María Iglesias
María Iglesias Real (Sevilla, 1976) es una periodista y escritora española, activista por los derechos humanos, los derechos de las mujeres y la mejora de la calidad de vida en África. Ha sido reconocida, entre otros, con el XXV Premio de la Comunicación de la Asociación de la Prensa de Sevilla.

## Trayectoria
Iglesias nació en Sevilla en 1976. Su padre fue el jurista Tomás Iglesias Pérez.  Es licenciada en periodismo por la Universidad de Sevilla y desde 2006 Diplomada en Estudios Avanzados (DA) de Literatura y Comunicación con la tesina Periodismo y Literatura, según Mario Vargas Llosa. 
A lo largo de su carrera profesional ha trabajado en diversos medios de comunicación, entre ellos Agencia EFE, Cadena SER, Diario de Sevilla, Canal Sur Radio y Canal Sur Televisión, Público, Jot Down, así como en el Paramount Comedy Channel y el canal franco-alemán de televisión ARTE. Ha sido analista de actualidad en Canal Sur Radio. Fue fichada por Lucrecia Hevia como columnista de eldiario.es Andalucía, a instancias de Juanjo Téllez, consolidándose como articulista de investigación, reporterismo internacional, reivindicación social y con el sentido del amor y del humor que le inculcó Hevia. Entiende el periodismo desde Andalucía y como una labor de investigación para el control del poder, por los derechos humanos y los derechos de las mujeres.
En el ámbito literario, es autora de las novelas Lazos de humo (2011), El granado de Lesbos (2019) y Horizonte (2023). En 2016 fue guionista del documental Contramarea, centrado en la emergencia de refugiados en el mar Egeo, y en 2018 coescribió el álbum ilustrado Vaho. Su novela Plata fue galardonada con el VII Premio Francisco Ayala de Narrativa en 2019.
Entre otros reconocimientos a su trayectoria profesional como periodista freelance multifacética, ha sido distinguida con el XXV Premio de la Comunicación de la Asociación de la Prensa de Sevilla en 2016 y con el VII Premio Francisco Ayala de Narrativa por su obra Plata en 2019.
Está casada y es madre de una hija y dos hijos. Proviene de una familia activa en política con distintas tendencias. Su abuelo paterno Tomás Iglesias Romero y su tío Saturnino Iglesias Pérez fueron alcaldes de Conil de la Frontera. Su padre fue el jurista Tomás Iglesias Pérez y su hermano es el artista plástico Tomás Iglesias Real.

## Obra
Novelas:
- Horizonte (Edhasa, 2023)[8][25][26][27]
- El granado de Lesbos (Galaxia Gutenberg, 2019) [15][13]
- Plata (2019)[28]
- Lazos de humo (Planeta, 2011)[14][26]

Álbumes gráficos:
- Vaho (Maclein y Parker, 2018). Álbum ilustrado feminista con la artista Irene Mala.[1]

Documentales:
- Contramarea (2016). Coautora con Carlos Escaño y Jaime Rodríguez.[29][30][31]

Libros colectivos:
- El ADN de la Memoria (Nuestra Memoria, 2017), sobre la represión franquista.
- Comunicación y desarrollo en la sociedad global de la información (Instituto Europeo de Comunicación y Desarrollo, 2004).

## Premios y reconocimientos
- VII Premio Francisco Ayala de Narrativa por su obra Plata (2019)[28]
- XXV Premio de la Comunicación de la Asociación de la Prensa de Sevilla (2016)[20][32] [33][25]
- Premio CREA+ de la Cruz Roja Española Andalucía al documental Contramarea (2016)[34][35]
- Premio Solidarios ONCE Andalucía al documental Contramarea (2016)[36]